# Gervais Alton
Pour les articles homonymes, voir Alton.
Gervais Alton, religieux français du XVIIe siècle

## Biographie
Il est l'auteur d'un ouvrage liturgique. Narcisse Desportes, écrit de lui : Alton (Gervais), ancien curé de Coulongé : Enchyridion seu Manuale ad usum parochorum, pro visitatione et cura infirmorum, ad mentem Ritualis Cenomanensis novissime editi. Cenomani, 1654, in-12.
Jean-Barthélemy Hauréau écrit que l'ouvrage est français, imprimé au Mans par Olivier, 1654, in-16, commentaire du Rituel d'Emeric de la Ferté, dédié à Philibert-Emmanuel de Beaumanoir, qu'il resta en usage même après que le style en avait vieilli. Dom Piolin se borne à signaler Alton parmi les ecclésiastiques recommandables du pontificat de Philibert-Emmanuel de Beaumanoir.
Il y eut donc une édition in-12 ou in-16 de l'ouvrage d'Alton, parue en 1654, chez Olivier, avec titre latin. L'abbé Angot en cite une autre dont voici le titre complet : Manuel | dressé sur le | Rituel par l'ordre et | commandement de Monseigneur | l’Illustriss. et Révérendiss. | évesque du Mans, Contenant une méthode \ très facile à toutes sortes de personnes pour consoler | les malades ; avec la manière et les prières ordinaires \ pour leur administrer les SS. Sacrements, extraittes | dudit Rituel, et mises en très bon ordre pour le sou | lagement et commodité de Messieurs les Curez, \ vicaires et autres Prestres. Au Mans, | chez Hiérôme Olivier, marchand | libraire et imprimeur, proche l'Église | Saint-Julien, 1656.
Le corps de l'ouvrage est un commentaire, article par article, du Rituel édité par Emeric de la Ferté, et un recueil de petits sermons adressés au malade et de recommandations à ceux qui les assistent. L'abbé Angot mentionne seulement les exhortations que le prêtre peut adresser, avant de quitter la maison : aux assistants, aux parents qui ont perdu un enfant, aux enfants, aux époux, aux amis, suivant la circonstance : Typus humanarum aliquot, pro personarum conditione, consolationum. L'auteur indique aussi que l'usage de sonner les cloches la nuit, commençait à disparaître depuis l'apparition du nouveau rituel ; mais il loue la pratique qui s'introduisait alors de chanter à l'église, immédiatement après le décès du fidèle, la recommandation de l'âme, si le défunt ou les parents l'ont demandé.
Les deux docteurs qui approuvèrent la première édition dont le titre est latin, sont les Frères Julien Joubert et Louis Gaultier. Comme l'approbation est du 29 novembre 1652, il y a place pour une ou plusieurs éditions avant la nôtre.

## Source
Abbé Angot, Notes bibliographiques sur un ouvrage liturgique manceau, dans Revue historique et archéologique du Maine, 1909, no 66, p. 89-93.